# Grisette (papillon)
Pour les articles homonymes, voir Grisette (homonymie).
Taxons concernés
- Famille concernée :
  - Hesperiidae
- Espèces :
  - Carcharodus alceae
  - Erynnis tagesmodifier

Grisette est le nom vernaculaire donné à deux papillons de la famille des Hesperiidae.

## Liste des espèces appelées «grisette»
- Grisette - Erynnis tages ou Point-de-Hongrie;
- Grisette - Carcharodus alceae ou Hespérie de la Passe-Rose.